# My Captain, Kim Dae-chul
My Captain, Kim Dae-chul (마이 캡틴, 김대출?, Mai kaeptin, Kim Dae-chulLR), noto anche con il titolo internazionale My Captain, Mr. Underground, è un film del 2006 scritto e diretto da Song Chang-su.

## Trama
Due bambini vedono un ladro rubare una preziosa statuetta, e a loro volta gliela rubano per scherzo.